# Kniptjärnen, Ångermanland
Kniptjärnen är en sjö i Örnsköldsviks kommun i Ångermanland och ingår i Gideälvens huvudavrinningsområde.